# 내경부
내경부(內경部)는 백제의 관서이다.

## 개요
사비 천도 이후 재정된 백제의 내관 12부 중의 하나로, 궁내의 창고업무를 담당했다.
내략(內掠), 내량(內椋)으로도 표기되어 있으며, 고구려의 부경(桴京)에서 유래했을 것으로 추정된다.